# 張全義
張 全義（ちょう ぜんぎ、852年 - 926年）は、唐末から後唐にかけての武人。もとの名は張言。濮州臨濮県の人。

## 生涯
家は貧しく、小作農であった。黄巣の乱が勃発すると、参加し頭角を現した。黄巣が失敗すると、唐軍に降って洛陽令の地位を与えられ、「全義」の名前を賜った。民生の安定に尽力し洛陽の復興を進め、私財を投じて帰農を奨励し、都城を再整備した。
農民の出身のため、河陽節度使の李罕之に軽侮された。文徳元年（888年）、李罕之を逐って自ら河陽節度使となった。李罕之は李克用の助力を得て、張全義を包囲した。劣勢に陥ると張全義は朱全忠に救援を乞い、危険を脱した。その後、農業経営力をもって朱全忠を輔けた。
朱晃（朱全忠）が後梁を建て皇帝に即位すると、魏王に封じられた。朱晃は乱淫に走り、乾化2年（912年）に張全義の家へ行くと、張全義の妻や娘、息子の嫁などすべての女性が慰み者になった。張全義の子の張継祚が堪えきれず朱晃の殺害を謀ったが、張全義は「救われた恩義がある」と制止した。
後梁が滅すると張全義は後唐に降った。後唐の荘宗李存勗と劉皇后に多額な賄賂を贈ったので、河南尹・斉王に封じられた。また、劉皇后の仮父となった。李嗣源（後の明宗）など後唐の将領らからは嫌悪を買った。明宗の即位後、張全義は憂懼に絶食し死去した。

## 家族
- 妻：儲氏
- 男子：張継祚
- 女子：張氏（李粛の妻）、張氏（朱友璋の妻）

## 伝記資料
- 『新五代史』
- 『旧五代史』
- 『資治通鑑』